# Michael Bräuer
Michael Bräuer (* 9. Juli 1943 in Dresden) ist ein deutscher Architekt und Städtebauer. Er war 1990 Staatssekretär im Ministerium für Bauwesen. 1992 wurde er Vorsitzender der Expertengruppe Städtebaulicher Denkmalschutz.

## Biografie
Bräuer ist der Sohn einer Lehrerin und des Architekten Hellmuth Bräuer. Er besuchte in Dresden die Grundschule und von 1957 bis zum Abitur 1961 die Kreuzschule. Nach dem Wehrdienst studierte er von 1963 bis 1969 Architektur an der Hochschule für Architektur und Bauwesen Weimar.
Von 1969 bis 1989 arbeitete er als Stadtplaner und Architekt im Büro für Stadtplanung Rostock, wurde dort 1972 Abteilungsleiter und 1982 Stellvertretender Stadtarchitekt. Seine Aufgaben waren u. a. die Hochschulentwicklung, die Innenstadt, Stadterweiterungsgebiete (Lütten Klein und östlich der Warnow) und die Generalplanung. Erfolgreich gelang es ihm, den Abriss der Hafenspeicher zu verhindern. In der Wendezeit war er ab November 1989 kurzfristig Stadtarchitekt von Rostock.
Vom Januar 1990 bis November 1990 wurde er dann zum letzten Staatssekretär im Ministerium für Bauwesen, Städtebau und Wohnungswesen der DDR zur Zeit der Minister Gerhard Baumgärtel (CDU) (Januar–März) und Axel Viehweger (LDPD/FDP) (bis Oktober) in der Regierung Modrow bzw. Regierung de Maizière berufen, bis diese Regierungszeiten im Rahmen der deutschen Wiedervereinigung endete.
Seit April 1991 ist er freischaffender Architekt und Stadtplaner mit einem Büro in Rostock, zeitweise als Architektengemeinschaft mit Ute Baumbach und Professor Peter Baumbach. Das Büro führt heute auch sein Sohn Jörn Bräuer.
1992 wurde Bräuer durch Bundesbauministerin Irmgard Schwaetzer (FDP) in die Expertengruppe Städtebaulicher Denkmalschutz berufen. Er war zusammen mit Gottfried Kiesow einer der beiden Vorsitzenden dieses Bund-/Ländergremiums, welches die Förderprogramme zum Städtebaulichen Denkmalschutz in den historischen Stadtkernen Ostdeutschlands begleitete. In der Expertengruppe waren Denkmalschutzvertreter, Architekten und Städteplaner aus West- und Ostdeutschland vertreten sowie die Landesdenkmalpfleger und Städtebauförderungreferenten der neuen Bundesländer.
Bräuer ist mit der Architektin Ingrid Bräuer verheiratet; beide haben drei Kinder.

## Werke
Schriften:
- Städtebaulicher Denkmalschutz aus der Sicht des Städtebaus, Die Stadt hat eine Mitte – unkontrollierte Außenentwicklung schadet der Innenentwicklung der Stadt, Die Stadt und ihre Bürger – selbstbestimmend und fremdbestimmt und Die alten Städte und ihre neuen Chancen – Visionen und Realitäten. In: Alte Städte – Neue Chancen. Hg.: Bundesministerium für Raumordnung, Bauwesen und Städtebau und Deutsche Stiftung Denkmalschutz, Monumente-Verlag, Bonn 1996, ISBN 3-9804890-0-0.
- Aktuelle Probleme des Stadtumbaus. Hg: Inst. für Städtebau, Berlin 2003.
- Wittenberge. In: Akad. der Künste, Abt. Baukunst, 2003
- Stadtumbau als neue Herausforderung. Hg.: Inst. für Städtebau, Berlin 2004.

## Ehrungen
- Kulturpreis der Stadt Rostock im Kollektiv
- Kunstpreis des Bezirkes Rostock
- Architekturpreis der DDR im Kollektiv
- Schinkelmedaille des BDA in Silber
- Karl-Friedrich-Schinkel-Ring des Deutschen Nationalkomitees für Denkmalschutz (2014)[1]
- Seit 2014 Ehrenvorsitzender der Expertengruppe Städtebaulicher Denkmalschutz[2]

## Mitgliedschaften
- Von 1969 bis 1990 war er Mitglied im Bund Deutscher Architekten (BDA) der DDR und dort im Bezirksvorstand sowie zeitweise Vorsitzender der Kreisgruppe Rostock.
- 1991 war er Gründungsmitglied und bis 1996 erster Vorsitzender im BDA des Landesverbandes Mecklenburg-Vorpommern sowie von 1995 bis 2002 Mitglied im Präsidium des BDAs der Bundesrepublik.
- Seit 1990 Mitglied der Vereinigung für Stadt-, Regional- und Landesplanung (SRL) und von 1993 bis 1999 Vorstandsmitglied.
- Seit 1991 Mitglied der Deutschen Akademie für Städtebau und Landesplanung (DASL) und seit 1997 Vizepräsident
- Seit 1991 Mitglied der Sektion Baukunst der Akademie der Künste Berlin
- 1992 bis 2014 Vorsitzender der Expertengruppe Städtebaulicher Denkmalschutz beim Bundesministerium für Verkehr, Bau und Stadtentwicklung
- 2000 bis 2010 Mitglied des Sachverständigenbeirats der Hansestadt Wismar für das UNESCO-Welterbe
- Akademie der Künste: 2009 bis 2012 Stellvertretender Direktor der Sektion Baukunst, seit 2012 Direktor.
- 2010 bis 2013 Mitglied des Gestaltungsbeirates von Potsdam